# Jenni Suorsa
Jenni Suorsa (1992) è una giocatrice di football americano finlandese, che gioca come free safety per le Oulu Northern Lights..